# Telugu Desam Party
Die Telugu Desam Party (Telugu తెలుగు దేశం పార్టీ, „Telugu-Landes- und Volkspartei“, TDP) ist eine Regionalpartei in den indischen Bundesstaaten Andhra Pradesh und Telangana.

## Parteigeschichte

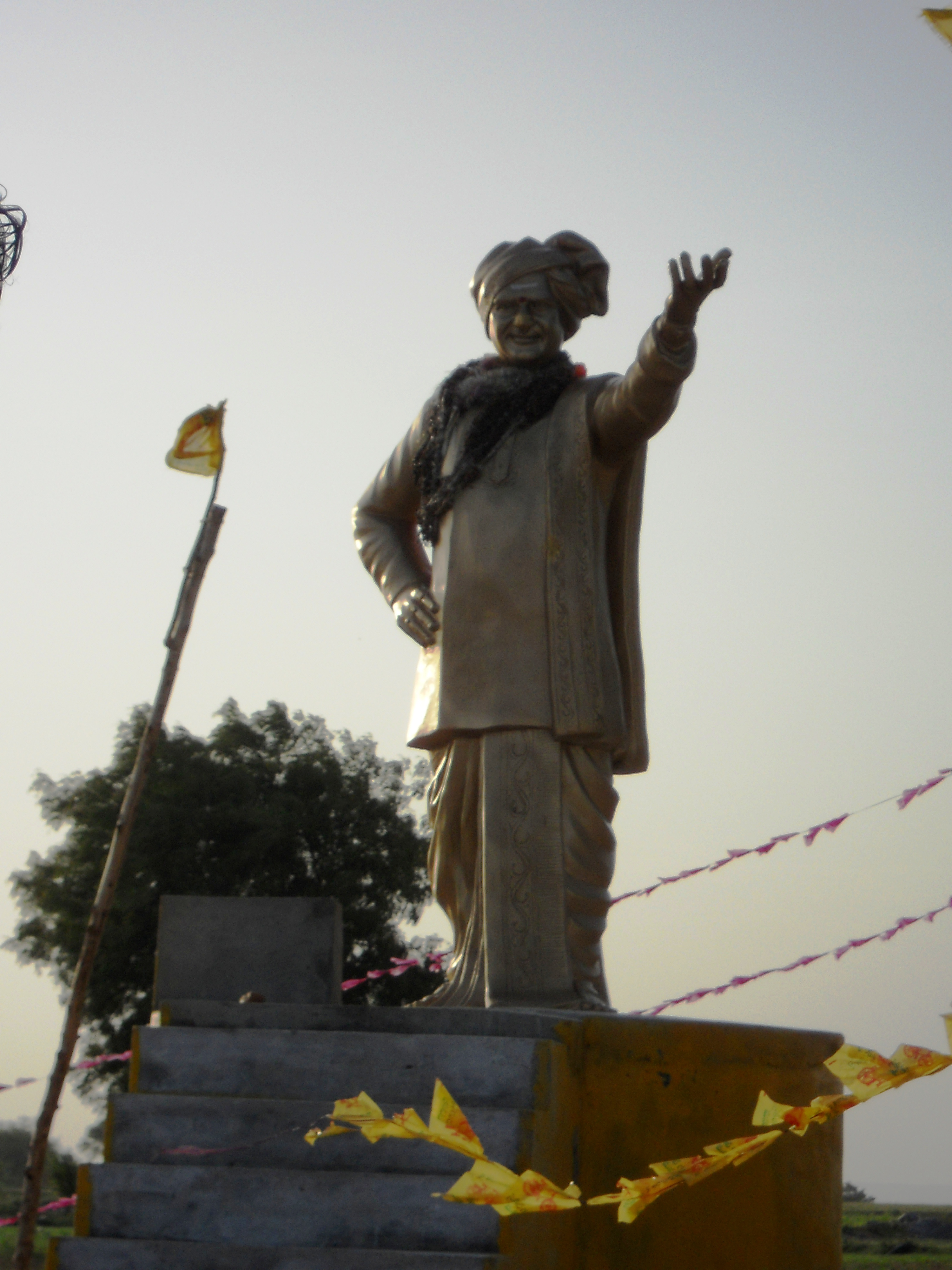
Eine Statue des TDP-Gründers „NTR“ in der Nähe von Hyderabad

Die TDP wurde am 21. März 1982 von N. T. Rama Rao („NTR“), einem in Südindien bekannten und populären Filmschauspieler und Regisseur gegründet. Die große Mehrheit der annähernd 300 Filme, an denen N. T. Rama Rao mitgewirkt hatte, waren in Telugu gedreht worden und nur wenige in Tamil oder Hindi. In diesen Filmen personifizierte Rao häufig hinduistische Gottheiten und wurde von den Zuschauern dafür verehrt. Er erwarb sich so den Ruf eines prominenten Vertreters telugischer Kultur. NTR war bis 1995 Vorsitzender der TDP. Sein Nachfolger als Parteiführer wurde N. Chandrababu Naidu, der bis heute (Stand: 2024) amtiert.
Programmatisch sieht sich die TDP als Vertreterin der politischen, kulturellen und wirtschaftlichen Interessen der telugusprachigen Bevölkerung von Andhra Pradesh. nach ihrem Parteiprogramm strebt sie die Errichtung eines sozialen Wohlfahrtsstaates für alle Bevölkerungsschichten und für alle Ethnien in Andhra Pradesh an. Die TDP versteht sich nicht als primäre Hindu-Partei, sondern wendet sich auch an die muslimischen und christlichen Minderheiten in Andhra Pradesh. Besonderen Wert legt das Parteiprogramm auf die Förderung und Entwicklung der Landwirtschaft sowie die Ausbildung der Jugend.
Nur 9 Monate nach der Parteigründung konnte die TDP einen Wahlsieg bei den Wahlen zum Parlament von Andhra Pradesh erringen. Politischer Hauptgegner war dabei lange Zeit die bis dahin in Andhra Pradesh dominierende Kongresspartei. Die TDP stellte von 1983 bis 1989, sowie von 1994 bis 2004 den Chief Minister und die Regierung in Andhra Pradesh.
Bei den landesweiten Wahlen zur Lok Sabha, dem indischen Unterhaus, schloss sich die TDP wechselnden, zunächst politisch links stehenden Parteienbündnissen an. Von 1989 bis 1996 war sie Mitglied der National Front unter Führung der Janata Dal, die von 1989 bis 1990 die indische Regierung bildete. Zwischen 1996 und 1998 war sie Teil der United Front. Bei den Wahlen 1999 und 2004 unterstützte sie die Mitte-rechts-Koalition der National Democratic Alliance unter Führung der Bharatiya Janata Party (BJP) an. Bei der Wahl 2009 ging sie ein Wahlbündnis mit den linkssozialistisch-kommunistischen Parteien der Third Front ein. Bei der Wahl 2014 ging die TDP nach einigem Zögern ein Wahlbündnis mit der BJP ein. Lange Zeit bestanden inhaltliche Differenzen zwischen BJP und TDP in der Telangana-Frage, d. h. der Bildung eines eigenen Bundesstaates Telangana aus Teilen von Andhra Pradesh. Die TDP sprach sich anfänglich dagegen aus, die BJP war dafür.
Hauptwahlgegner war bei allen Wahlen immer die Kongresspartei, seit 2011 aber auch in zunehmendem Maße die neu gegründete YSR Congress Party, sowie in Telangana die Telangana Rashtra Samithi (TRS). Bei der Regionalwahl zum Parlament von Telangana am 7. Dezember 2018 ging die TDS ein Wahlbündnis mit der Kongresspartei gegen die regierende TRS ein. Die Wahl ging jedoch für die Verbündeten verloren und die TDS wurde von zuvor 15 auf nur noch 2 Abgeordnete (von 119) im Parlament von Telangana reduziert, so dass sie seitdem in ihrem Wirkungskreis weitgehend auf Andhra Pradesh in den Grenzen nach 2014 beschränkt ist.
Am 16. März 2018 kündigte die TDP die gemeinsame Koalition mit der BJP auf. Als Grund wurde vor allem die Weigerung Premierminister Modis genannt, Andhra Pradesh nach der Abspaltung Telanganas besondere Finanzmittel aus Delhi zur Verfügung zu stellen, wie von der TDP gefordert.

## Bisherige Wahlergebnisse

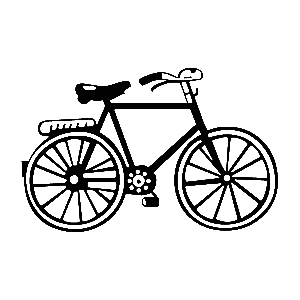
Das Wahlsymbol der Telugu Desam Party auf Stimmzetteln ist ein Fahrrad

Die folgende Tabelle zeigt die Wahlergebnisse bei gesamtindischen Wahlen (Wahl zur Lok Sabha) und bei Wahlen zum Parlament von Andhra Pradesh.
| Jahr | Wahl                                  | Parlamentssitze |
| ---- | ------------------------------------- | --------------- |
| 1983 | Parlamentswahl in Andhra Pradesh 1983 | 201/294         |
| 1984 | Wahl zur Lok Sabha 1984               | 30/514          |
| 1985 | Parlamentswahl in Andhra Pradesh 1985 | 202/294         |
| 1989 | Wahl zur Lok Sabha 1989               | 2/529           |
| 1989 | Parlamentswahl in Andhra Pradesh 1989 | 74/294          |
| 1991 | Wahl zur Lok Sabha 1991               | 13/521          |
| 1994 | Parlamentswahl in Andhra Pradesh 1994 | 216/294         |
| 1996 | Wahl zur Lok Sabha 1996               | 16/543          |
| 1998 | Wahl zur Lok Sabha 1998               | 12/543          |
| 1999 | Wahl zur Lok Sabha 1999               | 29/543          |
| 1999 | Parlamentswahl in Andhra Pradesh 1999 | 180/294         |
| 2004 | Wahl zur Lok Sabha 2004               | 5/543           |
| 2004 | Parlamentswahl in Andhra Pradesh 2004 | 47/294          |
| 2009 | Wahl zur Lok Sabha 2009               | 6/543           |
| 2009 | Parlamentswahl in Andhra Pradesh 2009 | 92/294          |
| 2014 | Wahl zur Lok Sabha 2014               | 16/543          |
| 2014 | Parlamentswahl in Andhra Pradesh 2014 | 117/294         |
| 2019 | Wahl zur Lok Sabha 2019               | 3/543           |
| 2019 | Parlamentswahl in Andhra Pradesh 2019 | 23/175          |
| 2024 | Wahl zur Lok Sabha 2024               | 16/543          |